# Lylia Guedes
Lylia da Silva Guedes Galleti, (Fortaleza, 08 de julho de 1952 - São Paulo, 18 de abril de 2018), por vezes chamada de Lylia Guedes, foi uma militante do Partido Comunista Brasileiro Revolucionário (PCBR), presidente da Associação dos Docentes da Universidade Federal de Mato Grosso (ADUFMAT) e professora do Departamento de História da UFMT por quase duas décadas, e se aposentou no final de 2016.

## Biografia
Lylia Guedes, iniciou sua militância participando de atividades que pregava o voto nulo em conjunto com o PCBR com uma campanha com intuito de registrar nas paredes das cidades com dizeres "Eleição é tapeação. Luta armada é a solução" e "VOTO NULO X", por conta das pichações Lylia foi perseguida pela polícia e por protocolo do partido teve que ficar confinada em um aparelho do partido, e assim seguiu até seu pai se tornar um informante da 10ª Região Militar e do Departamento de Ordem Social e Política (DOPS), após isso, ele espalhou que ela havia fugido com terroristas em uma propaganda e seu rosto passou a ser reconhecido em sua cidade natal onde passou a ser procurada. Por isso, Lylia teve que entrar na clandestinidade e ser deslocada para uma casa na Praia de Maria Farinha, onde foi cercada e capturada pelas forças armadas da ditadura.

## Repressão na Ditadura Militar
Lylia Guedes foi presa no dia 31 de Janeiro de 1971 por agentes da Secretaria de Segurança Pública de Pernambuco, na ocasião Lylia tinha apenas 18 anos de idade. Os policiais invadiram sua casa por volta das sete horas da manhã e a levaram para o Departamento de Ordem Política e Social (DOPS) onde, por conta do número de presos não havia cela para que colocada, sendo assim eles a mantiveram em uma sala onde se fazia o expediente do órgão de repressão. Lylia foi obrigada a ficar sentada em uma cadeira desconfortável das seis e trinta da manhã até por volta das sete da noite, nesse ambiente foi alvo de insinuações sexuais, puxões de cabelos e gracejos nojentos dos torturados que circulavam por aquele local.
Após cerca de uma semana presa Lylia foi submetida a duas sessões de tortura, que duraram cerca de quatro horas, as sessões foram realizadas na mesma sala em que foi mantida detida. As torturas foram executadas pelo investigador Miranda, conhecido como um dos torturadores mais cruéis do estado de Pernambuco, as sessões foram regadas de gritos, insinuações, ameaças, tapas, puxões de cabelo e pancadas de palmatória nas nádegas, pés e nas mãos.
Além de ter sido presa e torturada, Lylia ainda presenciou a sessão de tortura de Odijas Carvalho de Souza, uma liderança estudantil importante e, por isso, perseguido pelos órgãos repressores da ditadura. Sentada próximo ao local de tortura de Odijas, Lylia pode ouvir os gritos de horror e a pancadaria promovida pelo grupo de torturadores, presenciou seu companheiro de luta jogado ao chão, gemendo de dor e a mercê de seus violentadores, que o cercavam com socos, pontapés e pancadas de palmatória. Uma semana depois Odijas morreu devido a destruição de seus órgão vitais, causada pela violência das torturas, em protesto ao assassinato de Odijas, Lylia e os demais presos pela ditadura naquela localidade, fizeram uma greve de fome, durante 15 dias apenas beberam água retirada dos vasos sanitários das celas.

## Pós Ditadura Militar
Após sair da prisão, Lylia mudou-se para Campinas em São Paulo, onde ingressou na faculdade de História pela Universidade Estadual de Campinas (UNICAMP) em 1976, seguindo assim sua trajetória de militância. Em 2002, em denúncia a Ouvidoria Geral da Secretária da Justiça e da Cidadania de Pernambuco, ela descreveu as torturas que sofreu em quanto estava presa e mais de 25 anos depois, foi indenizada pelas agressões físicas e psicológicas que passou.